# Hermann Mosler

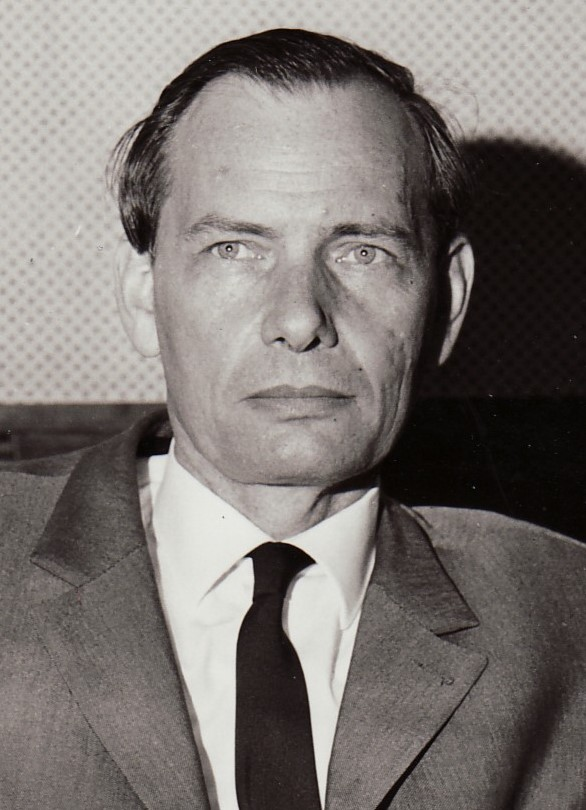
Hermann Mosler (1964)

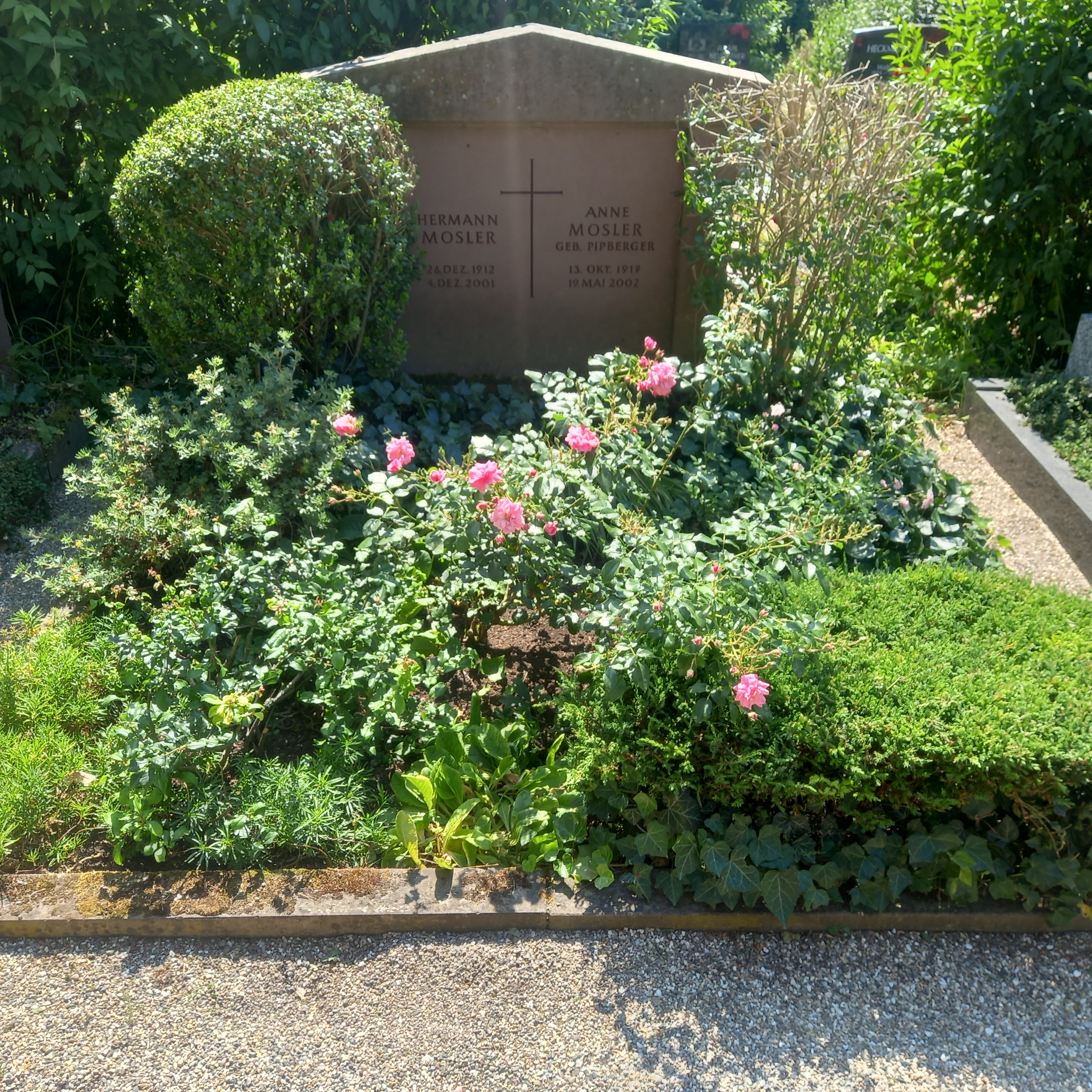
Das Grab von Hermann Mosler und seiner Ehefrau Anne geborene Pipberger auf dem Friedhof Handschuhsheim in Heidelberg

Hermann Mosler (* 26. Dezember 1912 in Hennef; † 4. Dezember 2001 in Heidelberg) war ein deutscher Jurist. Er war einer der bekanntesten deutschen Völkerrechtler der Nachkriegszeit. Von 1954 bis 1980 war er Direktor des Max-Planck-Instituts für ausländisches öffentliches Recht und Völkerrecht in Heidelberg. Zudem war er ab 1959 am Europäischen Gerichtshof für Menschenrechte sowie von 1976 bis 1985 als erster Deutscher als Richter am Internationalen Gerichtshof in Den Haag tätig.

## Leben
Hermann Mosler entstammte einer Juristenfamilie. Sein Vater Karl Mosler war von 1921 bis 1933 sowie 1945 bis 1946 Präsident des Landgerichts Bonn; 1933 wurde er aus politischen Gründen von den Nationalsozialisten abgesetzt. Seine Schwester, die Volkswirtschaftlerin Hedwig Daniels, war mit Wilhelm Daniels, Oberbürgermeister von Bonn verheiratet, und deren Sohn Hans Daniels war ebenfalls hier Oberbürgermeister.
Hermann Mosler promovierte 1937 an der Universität Bonn mit der zur damaligen Zeit mutigen Schrift „Die Intervention im Völkerrecht“ und übernahm eine Anstellung als Assistent am Kaiser-Wilhelm-Institut für ausländisches öffentliches Recht und Völkerrecht in Berlin. Nach Kriegsende war er bei den Nürnberger Prozessen als Völkerrechtsexperte gutachterlich tätig. Seine Habilitation unter Richard Thoma, die 1946 ebenfalls in Bonn erfolgte, trug den Titel „Wirtschaftskonzessionen bei Änderung der Staatshoheit“.
Von 1949 bis 1954 hatte Mosler eine Professur sowie einen Lehrstuhl für öffentliches Recht an der Universität Frankfurt inne und leitete von 1951 bis 1953 die Rechtsabteilung des Auswärtigen Amts in Bonn in deren Aufbauphase. Er war auch an den Verhandlungen zum Schuman-Plan beteiligt.
Im Oktober 1954 folgte Mosler Carl Bilfinger als Direktor des Max-Planck-Instituts für ausländisches öffentliches Recht und Völkerrecht in Heidelberg nach. Zusammen mit Rudolf Bernhardt konzipierte er dort die Encyclopedia of Public International Law und trug zu dem Werk mit mehreren Artikeln bei.
Im Januar 1959 wurde Mosler als erster deutscher Richter an den Europäischen Gerichtshof für Menschenrechte gewählt und zweimal in diesem Amt bestätigt. Von 1976 bis 1985 wirkte er zudem als erster Deutscher als Richter am Internationalen Gerichtshof in Den Haag, an dem er vorher bereits in einem Fall als Ad-hoc-Richter tätig gewesen war.
1957 wurde Mosler in das Institut de Droit International gewählt. Seit 1975 war er ordentliches Mitglied der Heidelberger Akademie der Wissenschaften, von 1982 bis 1986 deren Präsident.
Hermann Mosler war seit 1939 mit Anne Mosler, geb. Pipberger verheiratet. Das Ehepaar hatte fünf Kinder, darunter den Mathematiker und Statistiker Karl Mosler.

## Publikationen (Auswahl)
- Die Intervention im Völkerrecht. Triltsch & Huther, Berlin 1937.
- Wirtschaftskonzessionen bei Änderungen der Staatshoheit. Kohlhammer, Stuttgart 1948.
- The international society as a legal community. Sijthoff & Noordhoff, Alphen aan den Rijn 1980, ISBN 90-286-0080-9.